# Baszika
Baszika (arab. بعشیقة) – miasto w Iraku, w muhafazie Niniwa. W 2009 roku liczyło 28 072 mieszkańców. Miasto chrześcijańskie.